# Heliconius ada
Heliconius ada är en fjärilsart som beskrevs av Heinrich Neustetter 1925. Heliconius ada ingår i släktet Heliconius och familjen praktfjärilar. Inga underarter finns listade i Catalogue of Life.